# 王瑾 (明朝宦官)
王瑾（？年—？年），明朝宦官，明朝交阯承宣布政使司（今越南北部，治今越南河内市）人。原名陈芜。

## 生平
明成祖永乐年间，英国公张辅选交阯民童入宫为宦官，他为其中之一。侍皇太孙朱瞻基。明宣宗即位，为御用监太监。赐姓名王瑾，从征汉王朱高煦，参与四方军事，赏赐累巨万。赐银记称“忠心肝胆”、“金貂贵客”、“忠诚自励”、“心迹双清”，又赐给他两个宫人，为他的养子王椿加官。明代宗景泰年间，王瑾卒。

## 传記資料
- 《明史》卷304 宦官列传